# Naturschutzgebiet Basemicke
Das Naturschutzgebiet Basemicke mit einer Größe von 6,4 ha liegt nordöstlich von Nordenau im Stadtgebiet von Schmallenberg. Das Gebiet wurde 2008 mit dem Landschaftsplan Schmallenberg Südost durch den Hochsauerlandkreis als Naturschutzgebiet (NSG) ausgewiesen.

## Gebietsbeschreibung
Beim NSG handelt es sich um das Basemicketal. Im NSG befindet sich auch die Quelle der Basemicke. Das Tal wird teils als Grünland genutzt, andere Teile liegen brach. Einige Gehölzbereiche befinden sich im Talraum. 

## Pflanzenarten im NSG
Im NSG kommen seltene Tier- und Pflanzenarten vor. Auswahl durch das Landesamt für Natur, Umwelt und Verbraucherschutz Nordrhein-Westfalen dokumentierter Pflanzenarten: Acker-Schachtelhalm, Ährige Teufelskralle, Bach-Nelkenwurz, Bärlauch, Blutwurz, Christophskraut, Echter Baldrian, Echtes Mädesüß, Echtes Springkraut, Einbeere, Fuchssches Greiskraut, Geflecktes Knabenkraut, Gegenblättriges Milzkraut, Gras-Sternmiere, Großer Wiesenknopf, Hain-Sternmiere, Herbstzeitlose, Hirse-Segge, Mittleres Hexenkraut, Quirlblättrige Weißwurz, Schlangen-Knöterich, Seidelbast, Spitzblütige Binse, Sumpf-Dotterblume, Sumpf-Pippau, Sumpf-Vergissmeinnicht, Wald-Storchschnabel, Waldmeister und Zwiebel-Zahnwurz.

## Schutzzweck
Das NSG soll das Basemicketal mit Arteninventar schützen.
Wie bei allen Naturschutzgebieten in Deutschland wurde in der Schutzausweisung darauf hingewiesen, dass das Gebiet „wegen der Seltenheit, besonderen Eigenart und Schönheit des Gebietes“ zum Naturschutzgebiet wurde.